# المنقب (همدان)

تعديل مصدري - تعديل

المنقب هي إحدى قرى عزلة ربع همدان بمديرية همدان التابعة لمحافظة صنعاء، يبلغ تعداد سكانها 2204 نسمة حسب تعداد اليمن لعام 2004.